# Gara Fort 8
Gara Fort 8 (în neerlandeză Station Fort 8) a fost una din cele trei gări gări de pe teritoriul fostei comune Hoboken (care, începând din 1983, a devenit un district al orașului Antwerpen din Belgia). Gara era situată pe vechea cale ferată 52/1, supranumită „linia forturilor”, și era poziționată în apropierea Fortului 8 din Hoboken.
Linia 52/1 avea un rol eminamente militar și și-a pierdut treptat din utilitate. Gara Fort 8 a fost închisă în 1915, iar linia a fost dezafectată în anii 1968-1970.